# Morla de la Valdería
Morla de la Valdería es una pedanía del municipio de Castrocontrigo en la comarca de la Valdería, en la provincia de León, comunidad autónoma de Castilla y León, en España.

## Geografía
Situada en un territorio muy agreste articulado en torno a la sierra de  Cabrera y a las estribaciones orientales de la sierra del Teleno. Morla es el último pueblo de la comarca de la Valdería, según marca la carretera que conecta Castrocontrigo con Truchas capital de La Cabrera Alta; sin embargo es el primero que recorre el río Eria cuando alcanza tierras valderienses. En efecto todas las aguas recogidas por este valle son conducidas hacia el Eria. El amplio valle en el que se asienta Morla se extiende desde el noroeste hacia el sureste, dirección que coincide con el río Eria.

### Contexto geológico
Los materiales ordovícicos
Las rocas más antiguas de Morla datan del final del período Cámbrico y de principios del período Ordovícico. Incluyen pizarras muy oscuras, areniscas y sobre todo cuarcitas, estas últimas forman grandes relieves (peñas o piñeus en Morla).
Dentro del territorio de Morla y siempre ligados a la veriente sur del valle (sierra de  Cabrera), aparecen algunos afloramientos de otro tipo de pizarras y areniscas, en este caso bastante menos resistentes. Apenas generan relieves notables y suelen aparecer cubiertas de vegetación. Estas rocas se formaron en el Ordovícico Inferior-Medio, son algo más modernas que las anteriores. Aunque no son abundantes, estas rocas contienes fósiles de los organismos que vivieron en aquel antiguo mar.
Los materiales neógenos
A lo largo del Neógeno las montañas se erosionaron.  En las laderas del Teleno menos inclinadas se acumularon grandes extensiones de sedimentos y forman una banda paralela al eje principal del valle. Son sedimentos muy poco consolidados y constan de limos, arenas y pequeños cantos de arenisca, que pueden estar muy alterados por sus prolongada exposición a la atmósfera, siendo fáciles de disgregar incluso con la mano (piedra moleña). El elevado contenido en hierro de las rocas originales  confiere a los sedimentos neógenos su característico color anaranjado. Además las rocas ordovícicas de las que proceden incluyen minúsculas  partículas de oro, metal pesado  y el agua lo moviliza menos, algo que los romanos supieron detectar y aprovechar.
Los materiales cuaternarios
Formados a lo largo del Cuaternario. Los canchales o lleras derivan de la fracturación de grandes afloramientos rocosos motivada por varios factores meteorológicos, entre los cuales está el ciclo hielo-deshielo. Las superficies cubiertas por las lleras pueden ser muy amplias tal como se puede apreciar en las laderas de la sierra del Teleno o, más aún en el inmenso canchal que cubre la ladera septentrional de la sierra de  Cabrera y que los vecinos de Morla han dividido en sectores que reciben nombre como la LLera, el Pedrón,la Grandiella.
Existen otro tipo de materiales cuaternarios ligados al fondo del valle y a los cauces de los ríos y los aluviones.

## Madoz
Así describía Pascual Madoz, en la primera mitad del siglo XIX, a Morla de la Valdería en el tomo XI del Diccionario geográfico-estadístico-histórico de España y sus posesiones de Ultramar:

Lugar en la provincia de León (42 leguas), partido judicial de La Bañeza, diócesis de Astorga, audiencia territorial y capitanía general de Valladolid, ayuntamiento de Castrocontrigo. Situado en un vallecito, su clima es bastante frío; sus enfermedades más comunes constipados y fluxiones de muelas. Tiene 46 casas; escuelas de primeras letras dotada con 200 reales a que asisten 20 niños; iglesia parroquial (Santa Eulalia) servida por un cura de ingreso y presentación del conde de Grameda; una ermita (el Sto. Cristo de la Piedad), y buenas aguas potables. Confina Norte Pozos, Este Tabuyo y Priaranza; Sur Torneros, y Oeste Manzaneda. El terreno es de inferior calidad y le fertilizan en parte las aguas del Valdería. Los montes son sumamente escarpados; los principales se denominan Pinar del Conde y Monteladrones. Además de los caminos locales tiene uno carretero que dirige a Cabrera alta y Castilla por Torneros y Castrocontrigo. Recibe correspondencia de La Bañeza. Producción: centeno, lino y pastos; cría ganado vacuno, lanar y cabrío; caza ciervos, corzos, osos, perdices y alguna liebre, y pesca de truchas. Industria y comercio: 2 molinos harineros, ocupándose hombres y mujeres en hilar el lino de la cosecha que extraen, retornando los artículos de consumo que les faltan. Población: 16 vecinos, 64 almas. Contribución con el ayuntamiento.
Pascual Madoz.

## Patrimonio

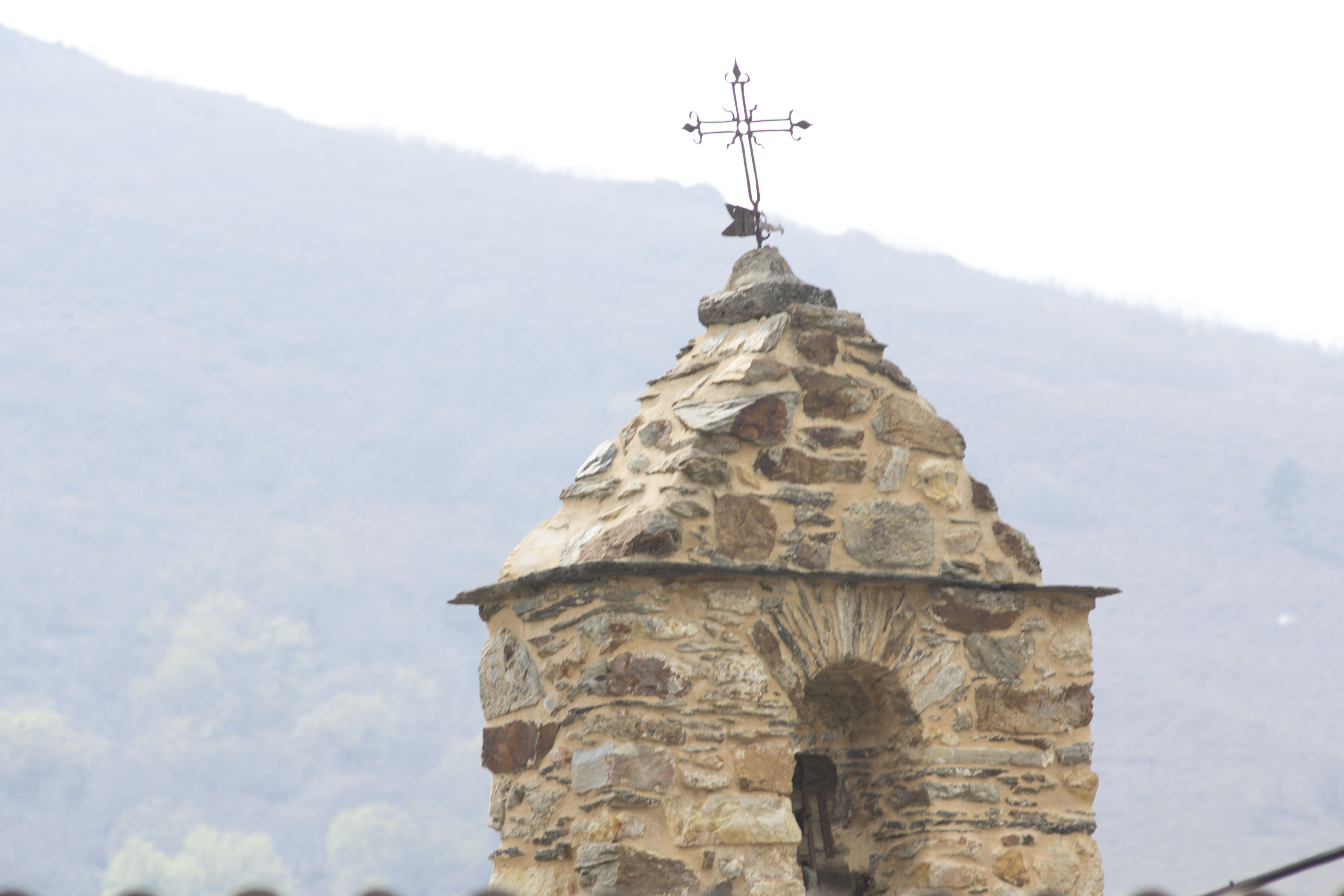
Espadaña del Santo Cristo de la Piedad

La Iglesia parroquial de Santa Eulalia
Se encuentra algo aislada del caserío, en el paraje de la Vega de arriba; recibe su nombre de la patrona titular de Morla: Santa Eulalia. Pascual Madoz (1850) utiliza este nombre para referirse a la iglesia de Morla. Se trata de una iglesia de tamaño pequeño-mediano, cuya planta tiene forma de cruz latina. La fábrica principal del edificio está construida en mampostería; apenas existe piedra de sillería y los pocos ejemplos que pueden observarse aparecen en las puertas, en las ventanas, en las esquinas y en algunas otras posiciones estratégicas. Las cubiertas constan de una armadura de madera muy sencilla, sobre las que se disponen losas de pizarra . La cubierta de la nave principal está construida a dos aguas, a tres la del presbiterio y las capillas laterales  y a cuatro la del crucero. Asociada al presbiterio existe una pequeña sacristía, a la que se accede desde el interior. El crucero está formado por cuatro arcos de medio punto, soportados por cuatro pilares interiores escuetamente ornamentados.
la única puerta de acceso se sitúa hacia el mediodía, la portada está construida con sillares en forma de arco. Existió un notable portal fondero que protegía la puerta principal. El edificio posee varios ventanucos todos ellos construidos con piedra de sillería. La Iglesia de Santa Eulalia posee una espadaña de tipo parietal, es decir construida sobre un muro de fábrica, en este caso sobre el occidental. es una espadaña sencilla, trinagular, que carece de sillares, todas estas características se ajustan a la corriente arquitectónica del siglo XVII. Posee tres bocas y, en su día, las dos inferiores estuvieron ocupadas por campanas. Una escalera exterior y descubierta enforma de L ofrece acceso al campanario. hacia el norte de la iglesia apoyándose  en ella, se sitúa el cementerio del pueblo.
La ermita del santo Cristo de la Piedad
Edificio de culto de pequeñas dimensiones. Se localiza en la Plaza de Arriba. Y tiene una única nave con planta rectangular.

## Arquitectura tradicional

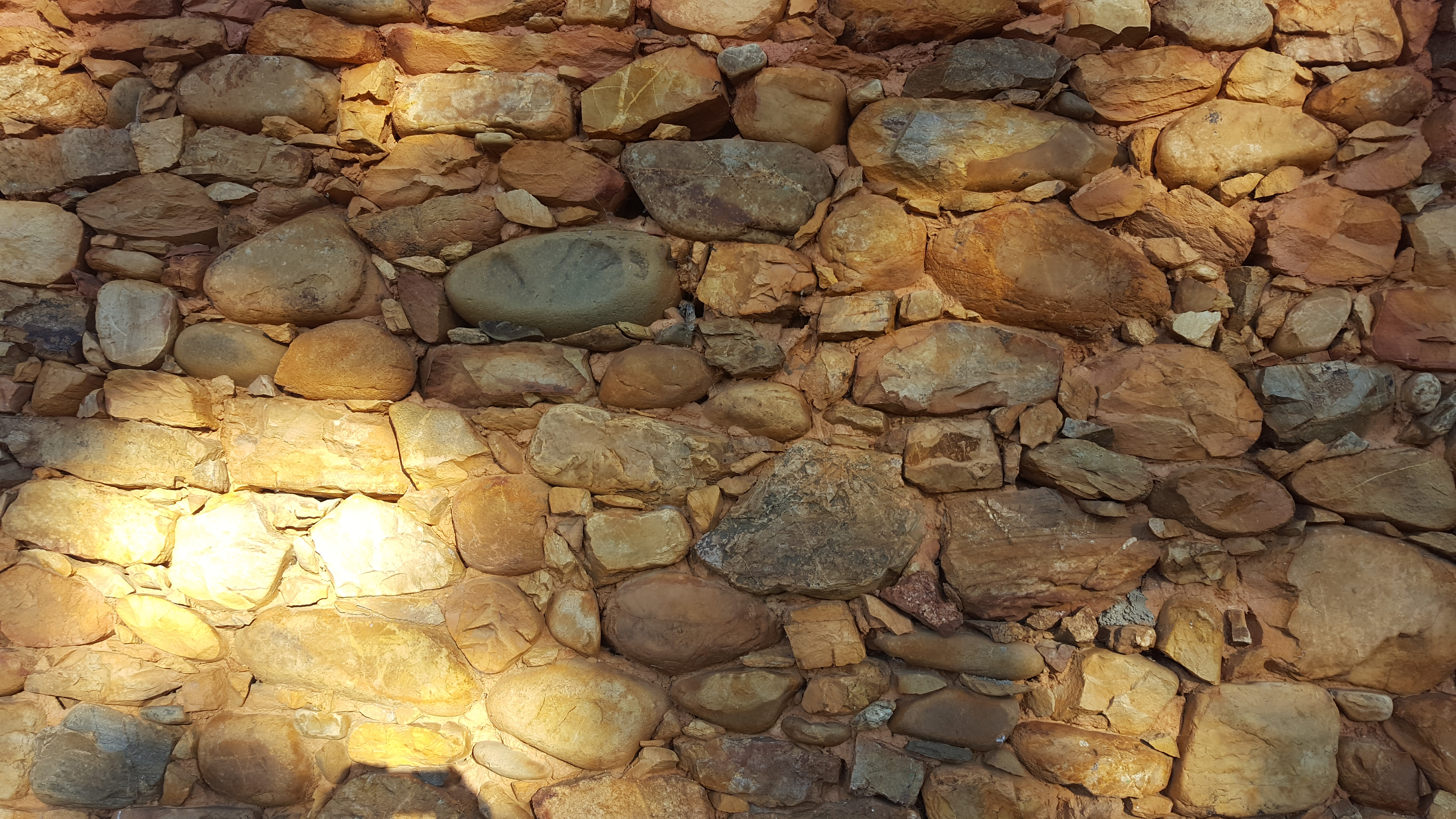
Pared de piedras irregulares de cuarcita

### Los materiales
La piedra
Con ella se construían los lienzos exteriores de las viviendas. La roca más utilizada para este fin era la cuarcita, una roca dura, que adopta tonos amarillos o rojizos. Eran piedras irregulares de tamaño y formas. No se labraban .
Otra roca era la pizarra, que se utilizaba para las cubiertas de las viviendas. Las losas empleadas para este fin mostraban contornos, grosores y dimensiones irregulares, lo que obligaba a acomodarlas sobre las cubiertas hasta lograr un acabado uniforme carente de espacios vacíos.
La madera
Jugaba un papel muy importante en la estabilidad de los edificios, ya que con ella se confeccionaban las vigas que soportaban el peso del conjunto. Los suelos en las segundas plantas solían ser construidos con tablas ensambladas, como también lo eran muchos corredores y los peldaños, (pasales) de las escaleras, tanto interiores como exteriores. Con la madera también se hacían las puertas, los portones y las ventanas. Igualmente algunas paredes de adobe eran estabilizadas  mediante un entramado de varas unidas con técnicas de cestería (cañizo) sobre el que se disponía el barro. Se utilizan distintos tipos de madera: roble, chopo, castaño. Para hacer los cañizos se utilizaba árboles de crecimiento rápido como el aliso (umeiro, omero), o la salguera.
El barro
Se utilizaba para hacer tabiques proyectándolo sobre un entramado de cañizo que aportaba estabilidad y resistencia. También se mezclaba con paja de centeno troceada para soportar más tensión. El barro combinado con la paja se hacía para elaborar los adobes. Los adobes se colocaban en filas paralelas o formando estéticas espigas, y soportaban muy bien las inclemencias del tiempo. El barro también se utilizaba para afianzar los bloques de piedra en las paredes o como revestimiento sobre paredes exteriores que las impermeabilizaba temporalmente a un coste bajo.
La paja de centeno
Se utilizaba sobre todo para las cubiertas de los pajares, aunque en el pasado también para las casas. Durante la maja del centeno se procuraba extraer la mayor cantidad posible de grano evitando dañar los tallos, con los que se elaboraban los cuelmos; estos son atados de paja de centeno más o menos homogéneos, destinados para hacer las cubiertas de paja. Con el tiempo la paja de los cuelmos  se deterioraba y había que sustituirlos de forma periódica. Tras colocar los cuelmos de centeno en la cubierta, se igualaban las puntas con espadines, unos utensilios elaborados con madera ligera que presentaban dos filos capaces de cortar la paja.
El hierro
Para clavos, bisagras, tiradores, palancas, barrotes y cerrajeria en general que llevaban puertas y portones